# بيتر كوليت
بيتر كوليت (بالنرويجية البوكمول: Peter Collett)‏ هو قاضي نرويجي، ولد في 8 أغسطس 1766 في مودوم في النرويج، وتوفي في 27 يوليو 1836.